# Protosuberites epiphytoides
Protosuberites epiphytoides är en svampdjursart som först beskrevs av Thiele 1905.  Protosuberites epiphytoides ingår i släktet Protosuberites och familjen Suberitidae. Inga underarter finns listade i Catalogue of Life.